# The Room (film, 1967)
 (octobre 2024).
Si vous disposez d'ouvrages ou d'articles de référence ou si vous connaissez des sites web de qualité traitant du thème abordé ici, merci de compléter l'article en donnant les références utiles à sa vérifiabilité et en les liant à la section « Notes et références ».
Pour les articles homonymes, voir The Room (homonymie).
Pour plus de détails, voir Fiche technique et Distribution.
The Room, ou Heya (ホーム・マイホーム) est un film d'animation de 5 minutes réalisé par Yōji Kuri datant de 1967.
L'année de sa sortie, ce court métrage a remporté le prix Noburō Ōfuji parmi les récompenses Mainichi. L'œuvre est arrivée ex aequo avec Deux Poissons grillés, également réalisé par Yōji Kuri.

## Synopsis
Une petite boîte blanche. Tout se passe dans ce petit monde. Un visage de femme émerge du côté de la pièce et rugit, des oiseaux picorent de la chair humaine, des trains traversent la scène, et une dispute de couple éclate. Quand une boule de billard pénètre dans la pièce, elle prend diverses formes... Chaque pièce est un monde, et ce qui s’y déroule est un microcosme de l’époque moderne.